# Parathelypteris miyagii
Parathelypteris miyagii är en kärrbräkenväxtart som först beskrevs av H. Itô, och fick sitt nu gällande namn av Nakaike. Parathelypteris miyagii ingår i släktet Parathelypteris och familjen Thelypteridaceae. Inga underarter finns listade.